# Roschtscha (Bolhrad)
Roschtscha (ukrainisch Роща; russisch Роща, rumänisch Paris-Nou, früher deutsch „Neu-Paris“) ist ein im Budschak gelegenes Dorf in der ukrainischen Oblast Odessa mit etwa 300 Einwohnern (2001).
Das Dorf liegt am Flüsschen Tschaha (Чага), einem Nebenfluss des Kohylnyk, 11 km nordöstlich von Wesselyj Kut, 22 km nördlich vom Rajonzentrum Arzys und etwa 150 km südwestlich vom Oblastzentrum Odessa.
Am 14. November 1945 erhielt die Ortschaft, welche bis dahin den ukrainischen Namen Nowyj Parysch (Новий Париж) trug ihren heutigen Namen.
Das 1910 von Bessarabiendeutschen gegründete Dorf
lag im Norden des ehemaligen Rajon Arzys.
Lediglich eine Glocke aus der Zeit erinnert heute noch an die deutsche Besiedlung der Ortschaft.

## Verwaltungsgliederung
Am 12. Juni 2020 wurde das Dorf ein Teil der Landgemeinde Teplyzja; bis dahin war sie Teil der Landratsgemeinde Wesselyj Kut im Norden des Rajons Arzys.
Seit dem 17. Juli 2020 ist es ein Teil des Rajons Bolhrad.